# Castamir
Castamir ursurplaren är en fiktiv karaktär i J.R.R. Tolkiens värld om Midgård.
Castamir hade tillskansat sig Gondors tron från Eldacar I;s utslag från år 1437 till år 1447 tredje åldern, tills han med våld avsattes.
Castamir var inte överens om tronen, men hans kungliga bakgrund hade gjort honom till fartygens härskare under den tidigare kungen, Valacar. Hans härstamning och inflytande satte honom i stånd att utmana Valacars son och efterträdare, Eldacar, som bara var till hälften Gondorian. Som Valacars ende son var Eldacar den rättmätige arvingen till tronen, men hans halv Rhovanions blod upprörde invånarna i Gondor som trodde att han var i ren Númenóreanskt blod, vilket måste bibehållas. Redan innan Valacars död började oron att växa i Gondors södra provinser. När Eldacar efterträdde sin far (år 1432 tredje åldern), bröt ett fullskaligt inbördeskrig ut, som Castamir och flera andra adelsmän stred mot Eldacar om tronen. Av rebellerna hade Castamir sin största följe, med stöd i sitt försök att ta tronen hade han hjälp av hans mäktiga flottor, och av folket i kustområden och i hamnstäderna Pelargir och Umbar. År 1437 fångade Castamir Eldacar i Osgiliath, och hans makt tog slut. Därför brände han staden och stadens Palantír gick förlorad i floden. Eldacar flydde från staden för att sedan gå i exil i Rhovanion och Castamir tog kronan.
I 10 år under Castamirs styre i Gondor planerade Eldacar sin återkomst till makten. Castamir visade sig vara en grym och nyckfull härskare som mördade mångtals oskyldiga människor, däribland Eldacars son, Ornendil. Först tolereras Castamir av invånarna i Gondor på grund av sitt rena Númenóreanska blod. Men de inre provinserna blev snart utan hopp av hans grymhet, och deras missnöje för hans flottor på deras bekostnad. Som gav prov på att Castamir tänkte ut en plan att flytta Gondors huvudstad till hamnstaden Pelargir, som många inte gillade. År 1447, under den elaka Ursurplaren (som Castamir nu heter), kom Eldacar med en armé från Rhovanion, och större delen av norra Gondor. Castamir retirerade mot Lebennin och hans armé besegrades i Slaget vid Erui. Det avgörande slaget i Ättefejden, Eftersom denna period kom att bli vida känt. Själva Castamir dödades av Eldacar under slaget.
Men hans inflytande tog inte slut där. Castamirs söner, tillsammans med resterna av sina trupper, flera av deras släktingar och andra rebeller, retirerade till Pelargir, och efter en belägring där flydde de med båt till Umbar, långt i södern, där de etablerade en självständig stat. Castamirs ättlingar styrde Umbar i nästan 400 år, och var ledare för folket där, så kallade "kaparna från Umbar", pirater som gjorde räd mot Gondors hamnar och kustområden, ofta med hjälp av männen från Harad. De var kanske det största militära hotet mot Gondor under denna period, på grund av att de tog befäl på enorma flottor. Deras mest ökända nyttiggörandet av dessa flottor var när de slog till mot Pelargir år 1634 där en kapararmada, som leddes av två av Castamirs barnbarnsbarn, seglade uppför floden Anduin och attackerade Pelargir, djupt i Gondors rike. Denna räd sammanföll när kung Minardil besökte staden och blev dödad av kaparna. Den sista av Castamirs ättlingar dödades år 1810, när Telumehtar återerövrade Umbar.